# 528 v.Chr.
Het jaar 528 v.Chr. is een jaartal volgens de christelijke jaartelling.

## Gebeurtenissen

### India
- Gezeten onder een Bodhi-boom bereikt Siddharta Gautama (Boeddha) verlichting.

### Griekenland
- Philoneus wordt benoemd tot archont van Athene.